# Виттвер, Силван
Силван Виттвер (англ. Sylvan Wittver ; 17 января 1917, Харрикейн, США — 20 января 2012) — американский физиолог растений, член НАН США и иностранный член ВАСХНИЛ (1978—91).

## Биография
Родился 17 января 1917 года в Харрикейне. В 1934 году поступил в университет штата Юта, который окончил в 1939 году. В 1940-х годах решил посвятить свою жизнь Колумбии и переехал туда, где с 1943 года устроился на работу в Миссурийский университет, где с 1943 по 1951 года был научным сотрудником, с 1951 по 1965 года занимал должность профессора.
С 1965 года занимал должность директора сельскохозяйственной опытной станции при данном университете, а также заместителя декана факультета сельского хозяйства и естественных ресурсов в головном здании Миссурийского университета. Был председателем совета по сельскому хозяйству и восстановлению природных ресурсов НАН США.
Скончался 20 января 2012 года, спустя всего 3 дня после празднования своего 95—летия.

## Научные работы
Основные научные работы посвящены физиологии растений, в основном плодовых культур и технологию сельскохозяйственного производства.
- Обосновал пути повышения урожайности сельскохозяйственных культур.
- Разрабатывал вопросы эффективности сельского хозяйства в зависимости от климатических зон.